# Stenus serupeus
Stenus serupeus är en skalbaggsart som beskrevs av Thomas Casey. Stenus serupeus ingår i släktet Stenus och familjen kortvingar. Inga underarter finns listade i Catalogue of Life.